# Coppa Cassano
La Coppa Cassano fu un trofeo calcistico per squadre di club disputato fra il 1948 e il 1952, prima dell'inizio di ogni campionato, per ricordare il terzino della Sampdoria Luigi Cassano, deceduto per un attacco di tifo in seguito a un'infezione da cozze avariate (mangiate durante la trasferta doriana a Bari dell'11 gennaio 1948, sua ultima partita).
Il torneo era disputato annualmente fra Genoa e Sampdoria e avrebbe assegnato la coppa alla prima squadra che avesse vinto due incontri, anche non consecutivi. Dopo la prima schiacciante vittoria del Genoa per 5-2 nel 1948, seguirono 3 pareggi consecutivi. Il torneo si concluse nel 1952, con la seconda e definitiva vittoria dei rossoblu.

## Partite
| Genova 12 settembre 1948 | Genoa | 5 – 2 | Sampdoria |  |

| Genova 4 settembre 1949 | Genoa | 1 – 1 | Sampdoria |  |

| Genova 3 settembre 1950 | Genoa | 2 – 2 | Sampdoria |  |

| Genova 2 settembre 1951 | Genoa | 2 – 2 | Sampdoria |  |

| Genova 6 settembre 1952 | Genoa | 3 – 2 | Sampdoria |  |